# Лахор
Лахо́р (урду لاہور‎, англ. Lahore, з.-пандж. لہور) — второй по величине город Пакистана после Карачи. По оценкам на 2009 год, в городской агломерации проживало более 10 миллионов человек. Лахор расположен на северо-востоке страны на левом берегу реки Рави, всего в нескольких километрах от границы с Индией. Будучи столицей провинции Пенджаб, он является промышленным, культурным и транспортным центром северо-восточного Пакистана. Развита текстильная, пищевая, химическая, металлообрабатывающая промышленность, машиностроение. Действует международный аэропорт Лахор. Имеется университет, центральный музей, музей оружия. В Лахоре сосредоточена киноиндустрия страны — «Лолливуд».

## Происхождение
Первое достоверное упоминание Лахора относится примерно к 982 году и встречается в найденной А. Г. Туманским книге «Худуд аль-алам» . Не исключено, что он упоминается уже у Птолемея (II век н. э.) под именем Лабокла. В дальнейшем у арабо-персидских географов он носил название Лахавур, Лохавар или Лаханур. Индийские источники называли его Лавкот или Лохкот (Крепость Лавы).
Согласно утверждению Е. П. Блаватской ("Дурбар в Лахоре", IV) в летописях Джуллундера, города в 80 милях от Лахора, упоминается о посещении в V столетии до Р.Х. царем Лах-Авара своего деверя, царя Джуллундера, Алах-Авар и есть Лахор.  
В Агни Йоге говорится (Озарение, 139), что Христос был в Лахоре во время своих путешествий по Востоку.
Хотя местные жители считают основателем города (и эпонимом) Лава (сына бога-героя Рамы), первыми жителями города были раджпуты племени бхати, построившие на берегу Рави первую глиняную крепость (качча-кот).
Древняя пенджабская пословица гласит: «Кто не видел Лахора, тот не родился!».

## История
Лахорский форт — Шахи Кила (ныне признанный памятником Всемирного наследия) окончательно складывается в XII веке. В XI веке Лахор стал столицей знаменитого завоевателя Махмуда Газневи и частью его империи Газневидов. В XIII веке Лахор вошёл в состав Делийского султаната и с того времени являлся духовным центром ислама на Индийском субконтиненте.
В Лахоре начинается активная деятельность первых суфийских братств, определившая синкретический характер ислама на всём Индийском субконтиненте. Гробницы суфийских святых Дата Ганджбахша, Мийан Мира и Мадхо Лал Хусейна считаются святынями и местами массового паломничества.
C 1524 по 1752 год Лахор находился в составе империи Великих Моголов, а в период правления Акбара Великого и Джахангира — с 1584 по 1598 год — являлся её столицей. Здесь сохранилось много эталонных памятников могольской архитектуры, в том числе Жемчужная мечеть Шах Джахана, величественная соборная мечеть Бадшахи, великолепная по декору мечеть Вазир Хана и многоярусный сад Шалимар — памятник Всемирного наследия. В могольскую эпоху Лахор был окружён городской стеной с двенадцатью воротами, которые частично сохранились и являются особой архитектурной приметой города.
В предместье Шахдара, на другом берегу Рави, стоят мавзолеи падишаха Джахангира, его супруги Нур-Джахан, его шурина Асаф-хана и падчерицы Ладли Бегум. Они принадлежат (наряду с Тадж Махалом) к лучшим образцам мусульманской погребальной архитектуры.
С 1799 по 1848 годы Лахор был столицей независимого государства сикхов. К архитектурным шедеврам сикхской эпохи относятся усыпальницы (самадхи) сикхских гуру Арджан Дева и Ранджит Сингха, парк Хазури Багх Барадари. В 1848 году после нескольких Англо-сикхских войн британские войска аннексировали Лахор и включили его в состав Британской Индии.

### Колониальный Лахор

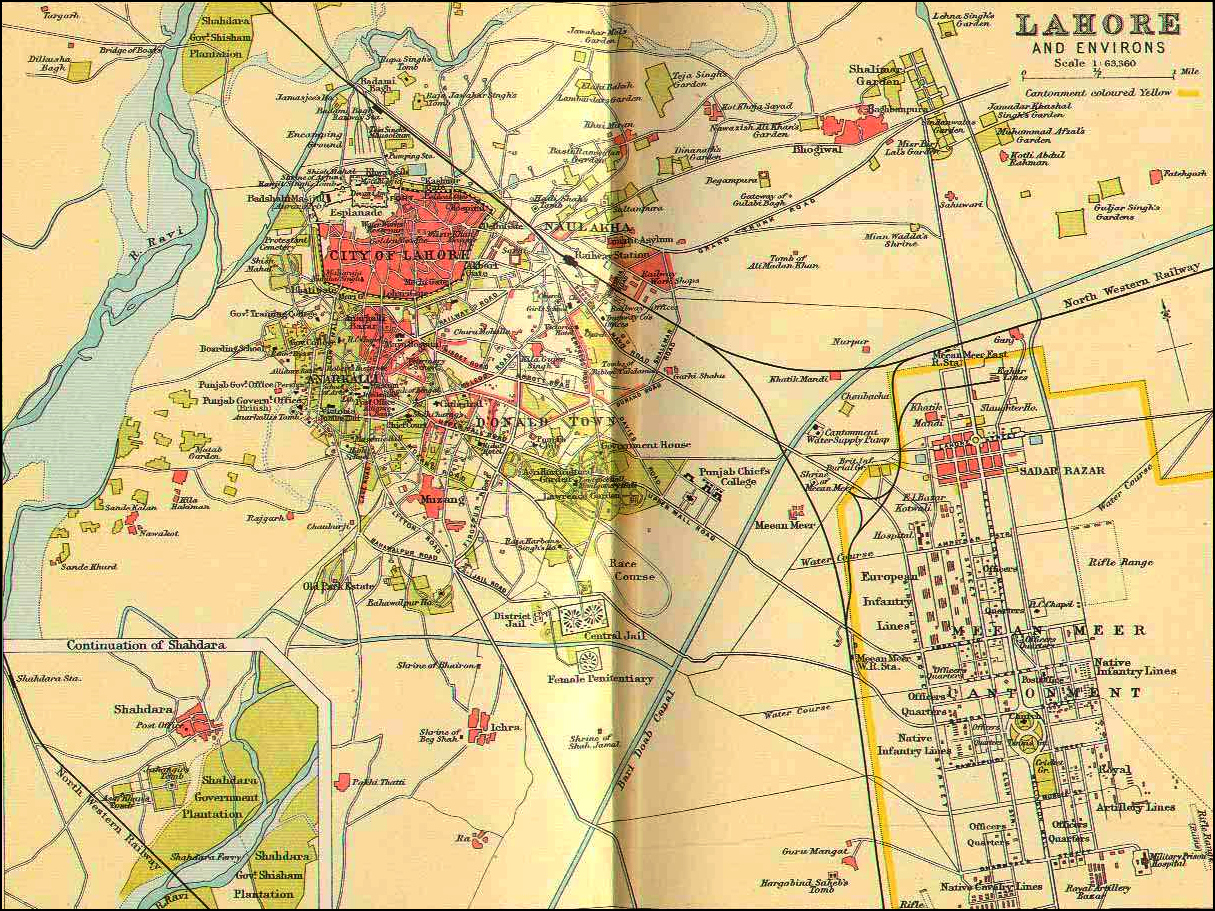
Карта Лахора, 1893 год

В колониальную эпоху Лахор рос в восточном направлении и перестраивался британскими архитекторами в так называемом индо-мавританском стиле. Появляется много новых общественных зданий (Верховный суд, Центральный почтамт, Дворец губернатора), площадей, жилых предместий, застройка которых велась с учётом современных строительных техник. Среди местных архитекторов выделяется Бхаи Рам Сингх, автор проектов знаменитого Национального Музея и других известных зданий.
С Лахором связана жизнь и творчество выдающихся поэтов и писателей урду XX века. Мухаммада Икбала, Фаиза Ахмад Фаиза, Саадат Хасан Манто, Интизара Хусейна. Одновременно развивалась самобытная лахорская школа живописи, представителями которой были Абдуррахман Чугтаи и Шакир Али.
В Лахоре долгие годы жил и работал в газете Редьярд Киплинг. Здесь же разворачивается действие его романа «Ким» и многих ранних рассказов.
В колониальную эпоху в Лахоре возникли наиболее крупные учебные учреждения, работающие и в наши дни: Правительственный колледж, Университет Пенджаба, Национальный колледж искусств, создателем которого был Джон Локвуд Киплинг, отец писателя.

### После раздела
В 1947 году, после раздела Британской Индии на Республику Индию и Пакистан, Лахор, как и весь Пенджаб, стал территорией острых межрелигиозных распрей. Подавляющее большинство индусов и сикхов покинули Лахор, в том числе и многие деятели культуры. Их место заняли мусульмане из индийского Пенджаба и мухаджиры.
Во второй половине XX века город оказался рядом с линией конфликта между Индией и Пакистаном. На переговорах о заключении мира обе стороны договорились создать автобусное сообщение между Лахором и соседним индийским городом Амритсаром. В настоящее время восстановлено авиа- и железнодорожное сообщение.
Сегодня Лахор продолжает оставаться культурной столицей Пакистана, где ежегодно проводятся международные конференции, музыкальные и театральные фестивали, выставки, книжные ярмарки.
В 1968 году в городе был построен Минар-э-Пакистан в память о подписании Лахорской резолюции. Архитектура минарета отражает сочетание могольского и современного восточного стилей.
В 1974 году Лахорский стадион для игры в крикет был переименован в честь ливийского лидера полковника Муамара Каддафи.
30 марта 2009 года в городе произошло нападение на полицейскую академию. В результате атаки террористов погибло 14 человек.

## География и климат
Лахор находится между 31°15′—31°45′ северной широты и 74°01′—74°39′ восточной долготы. На севере и западе граничит с округом Шейхупура, на юге — с округом Касур. В северной части города протекает река Рави.
Город находится в зоне семи-аридного климата, характеризующегося дождливым, долгим и очень жарким летом, сухой и тёплой зимой. В мае, июне и июле температура достигает максимальных значений и может доходить до 40-48 °C. Температурный максимум 48,3 °C был отмечен 30 мая 1944 года, минимум −1.1 °C — 13 января 1967 года. Среднегодовой уровень осадков составляет около 629 мм, из них около 470 мм приходится на период муссонов. Муссоны начинаются с последней недели июня и продолжаются до конца сентября. Самый высокий когда-либо зафиксированный среднегодовой уровень осадков имел место в 1955 году и составил 1 317,5 мм.
| Показатель                    | Янв. | Фев. | Март | Апр. | Май  | Июнь | Июль | Авг. | Сен. | Окт. | Нояб. | Дек. | Год  |
| ----------------------------- | ---- | ---- | ---- | ---- | ---- | ---- | ---- | ---- | ---- | ---- | ----- | ---- | ---- |
| Средний суточный максимум, °C | 19,8 | 22,0 | 27,1 | 33,9 | 38,6 | 40,4 | 36,1 | 35,0 | 35,0 | 32,9 | 27,4  | 21,6 | 30,8 |
| Средняя температура, °C       | 12,8 | 15,4 | 20,5 | 26,8 | 31,2 | 33,9 | 31,5 | 30,7 | 29,7 | 25,6 | 19,5  | 14,2 | 24,3 |
| Средний суточный минимум, °C  | 5,9  | 8,9  | 14,0 | 19,6 | 23,7 | 27,4 | 26,9 | 26,4 | 24,4 | 18,2 | 11,6  | 6,8  | 17,8 |
| Норма осадков, мм             | 23   | 28   | 41   | 19   | 22   | 36   | 202  | 163  | 61   | 12   | 4     | 13   | 629  |
| Источник: World Climate       |      |      |      |      |      |      |      |      |      |      |       |      |      |

## Экономика
По данным на 2008 год ВВП составил 40 млрд. $ с ростом в 5,6 %.

## Население
По данным переписи 1998 года население города составляло 6 318 745 человек. Современный показатель вероятно приближается к 10 млн, что делает Лахор вторым самым крупным городом страны после Карачи и тридцать восьмым городом в мире. 94 % населения составляют мусульмане, 5,8 % — христиане; доля последователей других религий крайне мала. Часть христиан проживает на территории христианского квартала Йоханнабада. Наиболее распространённый язык — пенджаби, впрочем, он не имеет в Лахоре официального статуса. Часть населения говорит также на урду, английский распространён в сфере бизнеса и образования.

## Транспорт
Город обслуживается международным аэропортом им. Аллама Икбала (Allama Iqbal International Airport), который расположен примерно в 15 км от центра Лахора. По данным на 2009 год пассажирооборот аэропорта составил 3 192 904 человек, имеются 3 терминала. Рейсы осуществляются в большинство крупных городов Азии и Европы, среди них: Дубай, Абу-Даби, Маскат, Бангкок, Амстердам, Пекин, Токио, Лондон (Хитроу), Копенгаген, Франкфурт, Эр-Рияд и др.
В Лахоре находится штаб-квартира Пакистанских железных дорог.

## Галерея

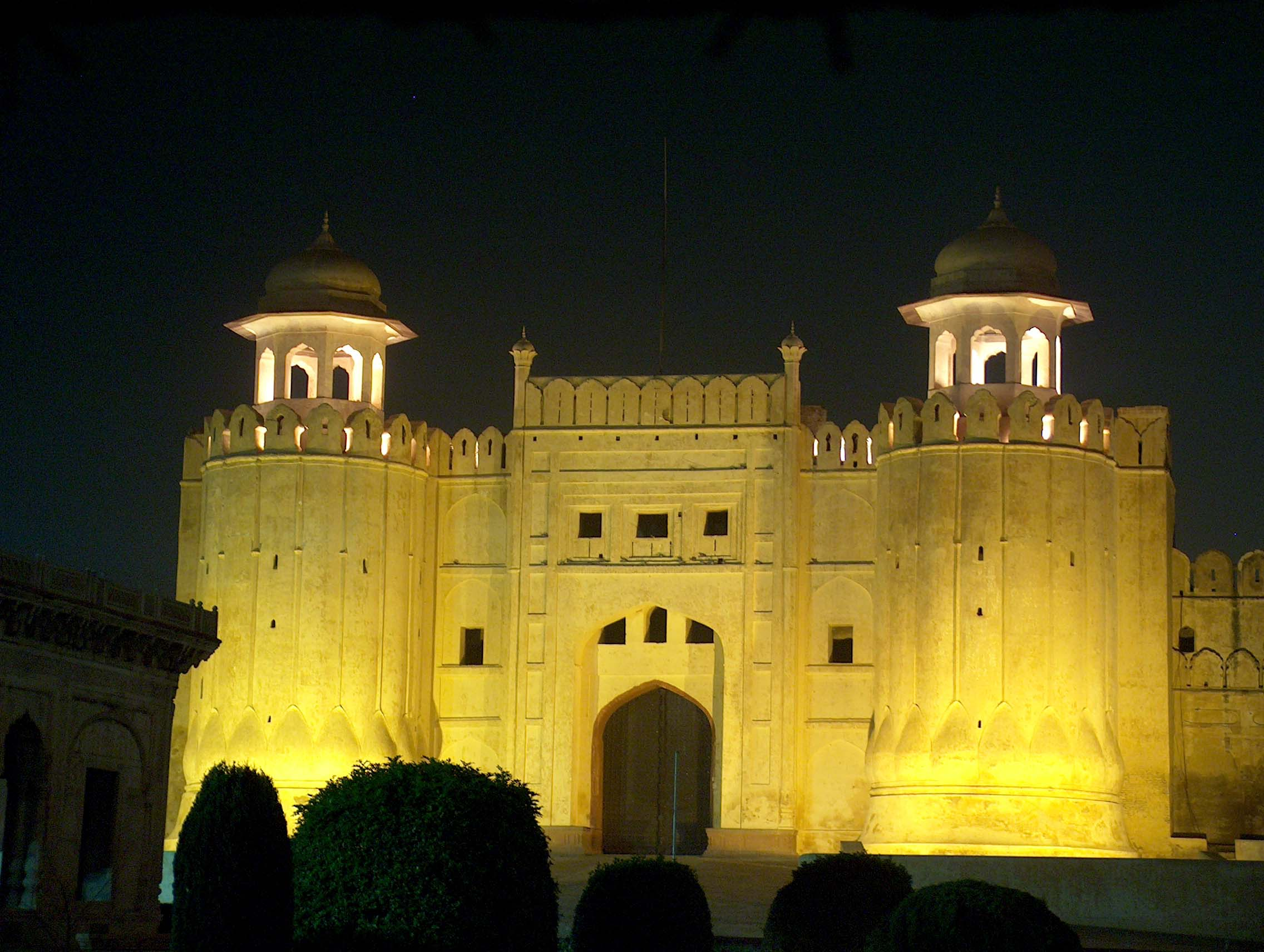
Ворота Лахорского форта
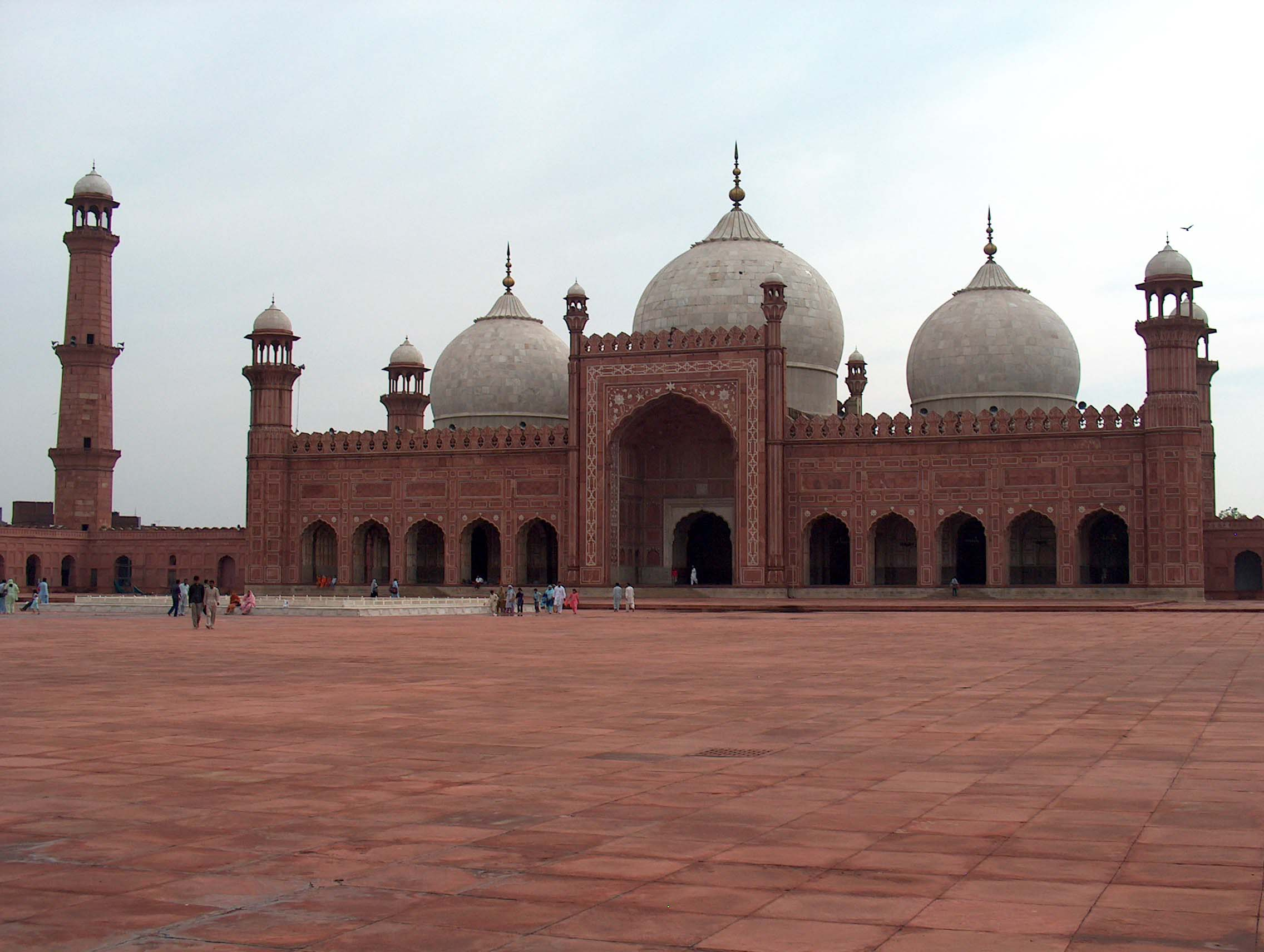
Мечеть Бадшахи
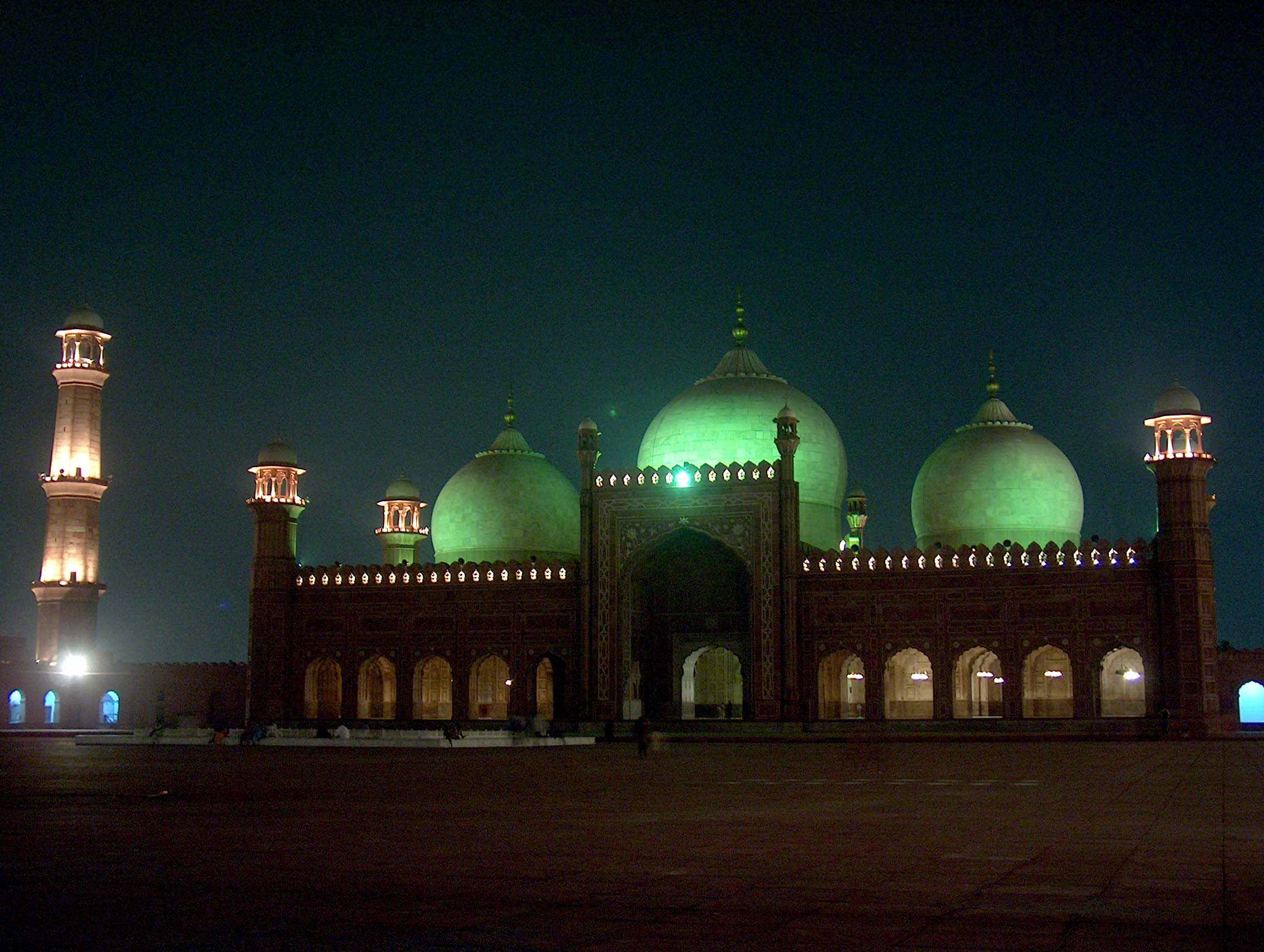
Мечеть Бадшахи в ночном освещении
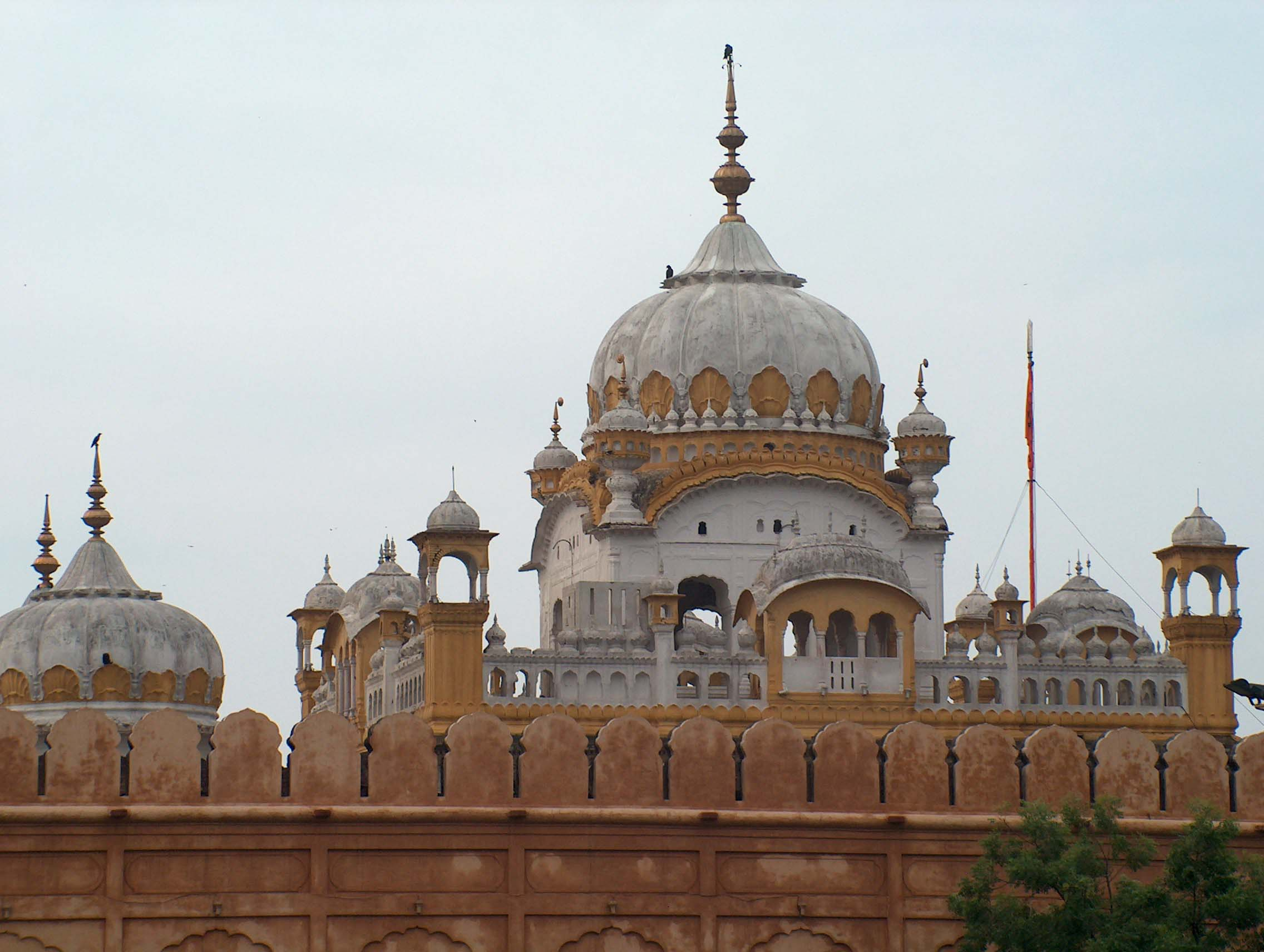
Мавзолей Ранджит Сингха

## Города-побратимы
- Турция Стамбул (1975)[15]
- КНДР Саривон (1988)[15]
- Китай Сиань (1992)[15]
- Бельгия Кортрейк (1993)[15]
- Колумбия Богота[16]
- Испания Кордова (1994)[17]
- Марокко Фес (1994)[15]
- Узбекистан Самарканд (1995)[15]
- Иран Исфахан (2004)[15]
- Россия Санкт-Петербург (2005)[15]
- Шотландия Глазго (2006)[15]
- Иран Мешхед (2006—2012)[15]
- Сербия Белград (2007)[15]
- Польша Краков (2007)[18]
- Португалия Коимбра (2007)[18]
- США Чикаго (2007)[19]
- Иран Амоль (2010)[16]
- Бразилия Рио-де-Жанейро (2015)[20]
- Таджикистан Душанбе[18]
- Узбекистан Бухара[18]